# North Johns
North Johns est une municipalité américaine située dans le comté de Jefferson en Alabama. Selon le recensement de 2010, sa population est de 145 habitants.

## Géographie
North Johns se trouve dans le centre-nord de l'Alabama, entre Birmingham au nord-est et Tuscaloosa au sud-ouest.
La municipalité s'étend sur 0,20 milles carrés (0,52 km2).

## Histoire
Autrefois appelée Johns, la localité doit son nom à Llewelyn Johns, ingénieur dans des mines de la région. Le premier bureau de poste de Johns est ouvert en 1889. La localité devient une municipalité en 1912, sous le nom de North Johns.

## Démographie
| 1930 | 1940 | 1950 | 1960 | 1970 | 1980 |
| ---- | ---- | ---- | ---- | ---- | ---- |
| 344  | 404  | 454  | 338  | 241  | 243  |

| 1990 | 2000 | 2010 | - | - | - |
| ---- | ---- | ---- | - | - | - |
| 177  | 142  | 145  | - | - | - |